# 線状凹地

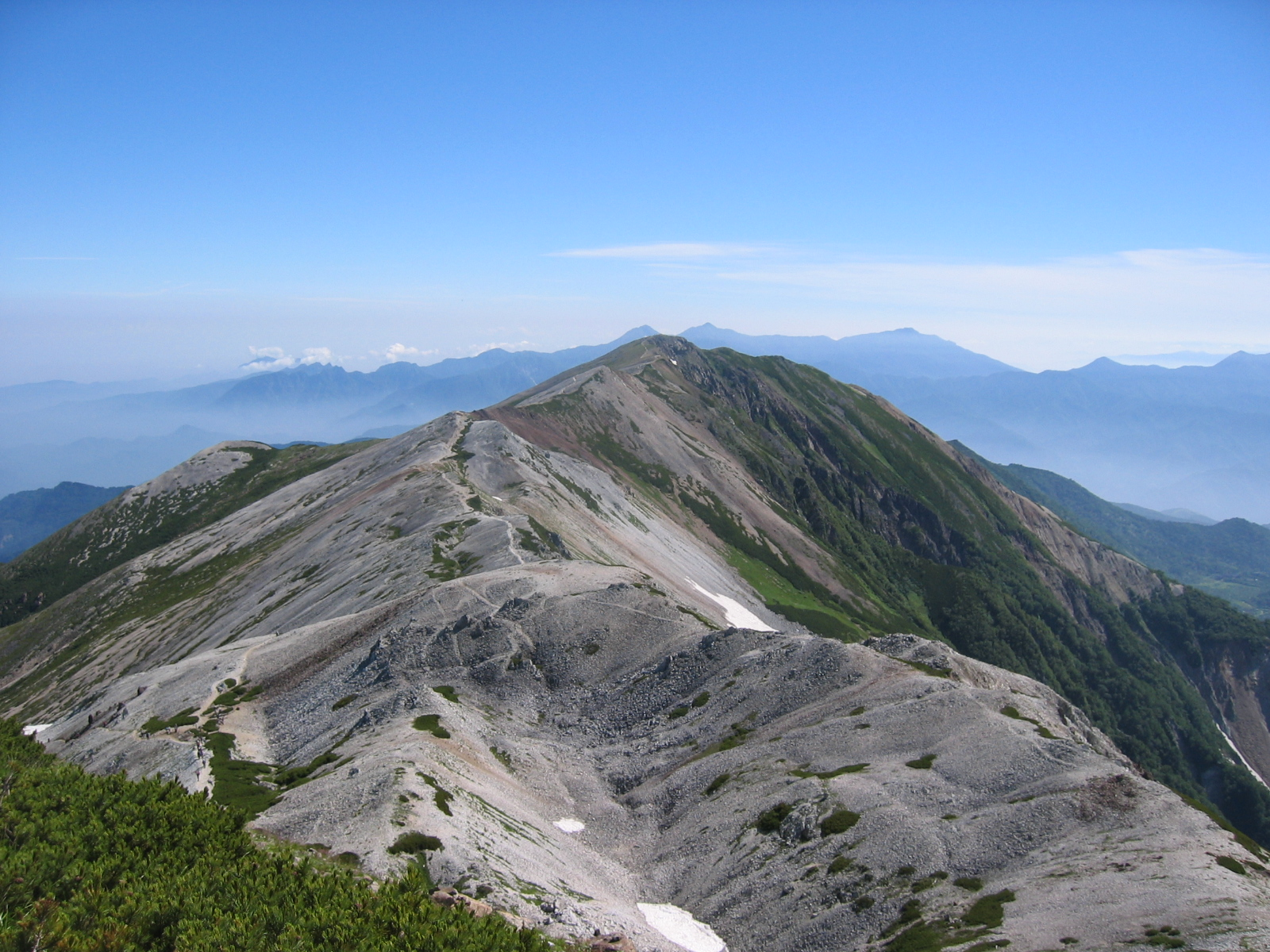
飛騨山脈の小蓮華山-白馬岳間の稜線にある線状凹地と二重山稜。中央が小蓮華山。

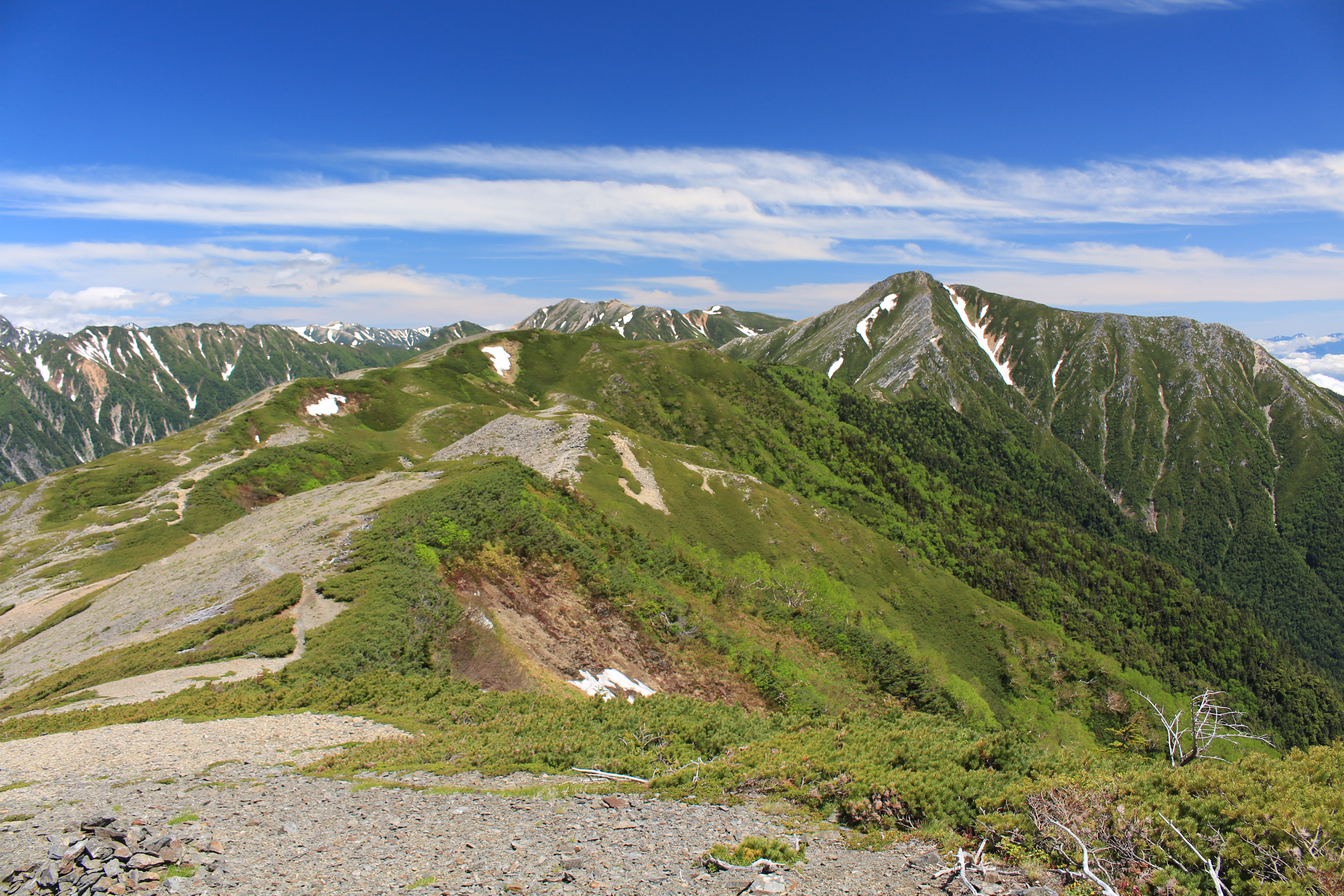
飛騨山脈の蝶ヶ岳-常念岳間の稜線にある二重山稜。左側にあるが高度が足りていないため分かりにくい。右奥が常念岳。

線状凹地（せんじょうおうち）は、山地、丘陵地の稜線に平行する傾向をもった凹地のこと。線的凹地とも呼ばれる。二重稜線に挟まれた凹地が典型例である。

## 要因
線状凹地の形成には、様々な要因が考えられるが、主として岩盤クリープによる山体の重力変形（褶曲や断層など）により発生すると考えられている。この山体の重力変形は、大規模な山体崩壊の前兆であるとも考えられており、防災の面においても注目されている。また、地震による断層形成も要因の一つであるという報告もある。

## 二重山稜
二重山稜の大部分は山稜の片側が谷側にずり落ちたもので、特に小起伏面上ではっきりとわかる。これらの地形は山体重力変形により形成されると考えられており、山体の地質構造が異なれば、その変形様式も異なってくる。これまで主に堆積岩からなる山体と花崗岩類からなる山体で事例が報告されている。